# Ниуэанцы

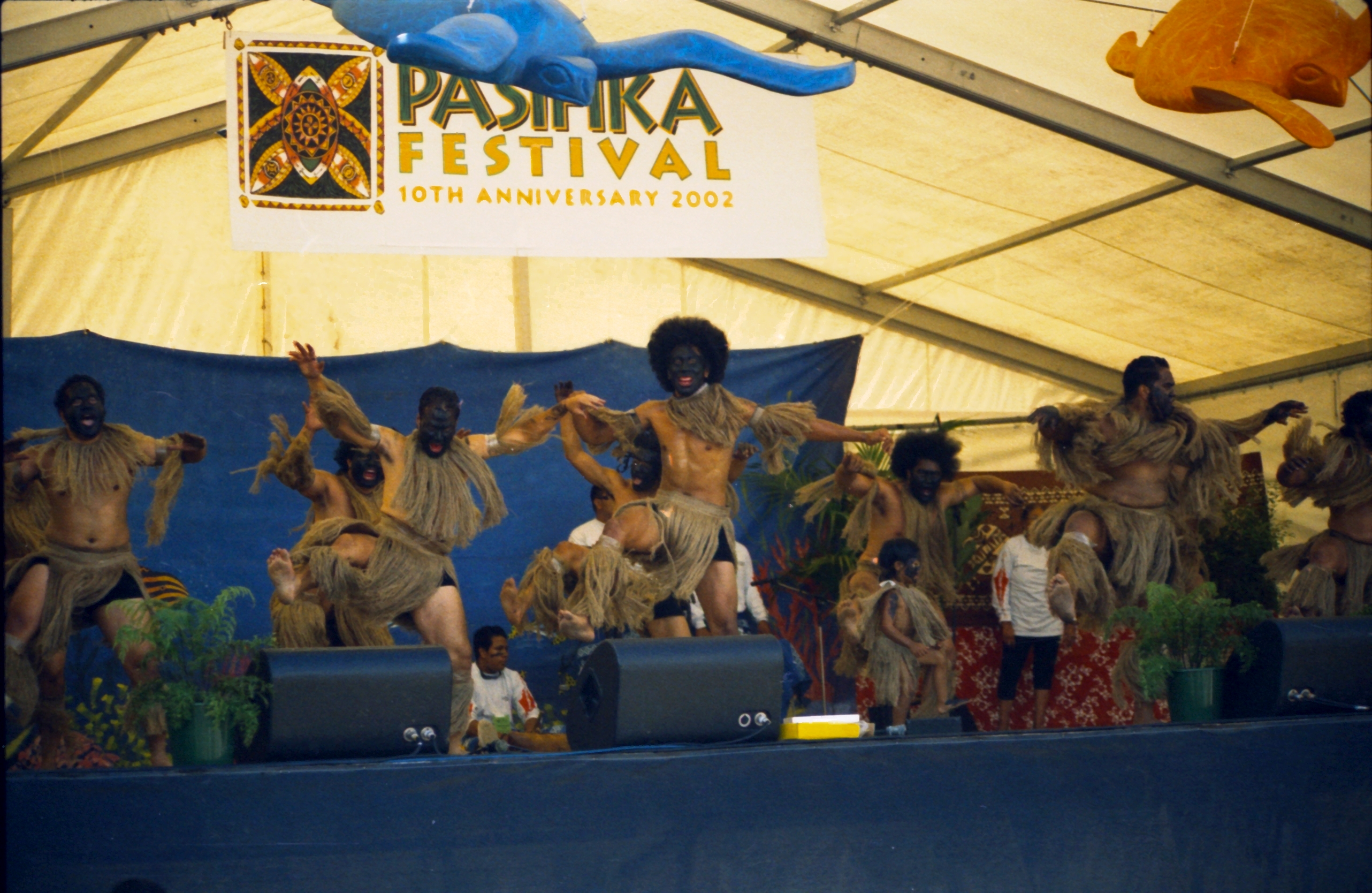
Ниуэанцы на одном из фестивалей Ниуэ

Ниуэанцы — полинезийский народ, коренное население острова Ниуэ в южной части Тихого океана. Язык — ниуэ, относится к тонганской подгруппе полинезийских языков. Ныне порядка 95% ниуэанцев проживают не на родном острове, а в Новой Зеландии.

## Происхождение
Ниуэанцы, предположительно, являются потомками полинезийцев, приплывших на остров Ниуэ с островов Тонга, Самоа и Пукапука (остров в Северной группе архипелага Кука) в последнем столетии первого тысячелетия до нашей эры. Дефицит пресной воды, плодородной почвы и камней для изготовления орудий труда наложили значительные ограничения для заселения острова. В течение очень долгого периода своей истории островитяне оставались практически в изоляции от других полинезийских народов, хотя время от времени подвергались воинственным вторжениям с соседних островов.
Подтверждением этому факту могут свидетельствовать существование на Ниуэ диалектного различия в языке и враждебность между жителями северной и южной частей острова. Сходство языка ниуэ с самоанским и тонганским языками также говорят о том, что предпринималось несколько попыток колонизации Ниуэ.
Исторически Ниуэ был разделён на две части. На юге острова, от южной части деревни Алофи и до деревни Лику, проживало племя тафити (ниуэ Tafiti). На остальной части — племя моту (ниуэ Motu). Между этими племенами происходили постоянные столкновения вплоть до обращения островитян в христианство.

## Мифология древних ниуэанцев
О мифологических представлениях древних ниуэанцев известно очень мало. Отрывочные сведения сохранились лишь в немногочисленных легендах и песнях.
Верховным божеством Ниуэ был Тагалоа, который согласно местным традициям был богом войны. Когда на острове начинались войны, местные жители молили о помощи этого божества.
В мифологии Ниуэ также часто упоминаются существа (зачастую и просто люди), наделённые сверхъестественными силами — тупуа (ниуэ tupua), которые или охраняли отдельные семьи, или наоборот выступали злобными существами. Всего на острове было четыре главных тупуа: Хуанаки (ниуэ Huanaki), Луа-тупуа (ниуэ Lua-tupua), Макапоэ-лаги (ниуэ Makapoe-lagi), Лаге-ики (ниуэ Lage-iki), которые были покровителями отдельных частей острова.
Мауи (ниуэ Māui) — легендарный герой Ниуэ, который согласно местным представлениям закончил дело Фао и Хуанаки по созданию острова.
Как и другие полинезийские народы, ниуэанцы верили в существование души, или агаага (ниуэ agaaga), после смерти человека. Рай у жителей Ниуэ носил название Ахо-хололоа (ниуэ Aho-hololoa), или Ахо-ноа (ниуэ Aho-noa), ад — По (ниуэ Po).
У древних жителей острова существовали жрецы, служители культа, которые носили название таула-атуа (ниуэ taula-atua). Все ритуалы проводились в специальном священном месте, которое называлось туту (ниуэ tutu). Оно представляло собой возвышение, плоское сверху, длина которого составляла от 50 до 70 футов, ширина — 20—40 футов.

## Обычаи и традиции

### Рождение ребёнка
Маленьких детей кормили кокосами и аррорутом. Через несколько дней после рождения ребёнка проходил особый обряд, носивший название мата-пулега (ниуэ mata-pulega) (подобие обрезания). Ребёнок клался на землю под ширму, сделанную из хиапо (это ниуэанская одежда, сделанная из коры деревьев), а затем почитаемый старик проводил церемонию обрезания, хотя плоть не отрезалась. Затем проводился особый ритуал наподобие христианского крещения

### Свадьба
Как и на других островах Полинезии, женщины на Ниуэ выходили замуж рано. Будущего мужа определяли в основном братья. Молодой человек, который хотел жениться на девушке, должен был прийти в дом родителей этой девушки со своим отцом и матерью, хотя чаще с братьями и сёстрами. Во время этого визита, который носил название утурагахау (ниуэ uturagahau), определялись условия свадьбы. Молодому человеку могли отказать. Девушек часто выдавали замуж против их собственной воли. В прошлом была широко распространена полигамия.

### Смерть. Похороны
Смерть не вызывала панического страха среди ниуэанцев. Связано это с тем, что жители острова верили, что после смерти душа человека переселяется в рай. После смерти тело умершего выносилось на какое-нибудь открытое пространство, чтобы с ним могли проститься все родственники и друзья. Рядом с телом клался особый мат, и всё, что оставалось на нём (насекомые, ящерицы и т. д.) считалось душой умершего. В течение десяти дней родственники и друзья умершего строили навес из листьев кокосовой пальмы, где жили в течение определённого времени, оплакивая тело. Впоследствии тело закутывали в мат и относили в пещеру или расселину, которая была подобием семейного кладбища. В некоторых случаях тело клали в каноэ и отпускали в океан (так в основном расправлялись с телами воров).

### Другие обычаи
Каннибализм, татуирование на Ниуэ не были распространены. Приветствие ниуэанцев такое же, как и у других полинезийцев: при встрече знакомые прижимали носы.

### Войны. Оружие
На Ниуэ в далёком прошлом очень часто происходили войны: или между деревнями, или между жителями севера и юга (то есть племенами моту и тафити). Местные воины были вооружены дубинами, или катона (ниуэ katona), копьями, или тао (ниуэ tao), и полированными камнями, или мака (ниуэ maka), которые бросали руками.
Иногда войны доводились до крайностей, и целью становилось полное уничтожение жителей какой-то деревни. Побеждённые часто обращались в рабство. Рабы носили название факатупа (ниуэ fakatupa).

## Одежда и украшения
Главным предметом одежды среди мужчин в далёком прошлом была набедренная повязка, или мало (ниуэ malo), вместо которой иногда надевали хиапо, или одежду, сделанную из коры (её носили как мужчины, так и женщины). Пояс, или кафа (ниуэ kafa), делались из человеческих волос. Пояс из перьев носил название пала-хега (ниуэ pala-hega), и его носили только вожди или воины.
Среди жителей очень высоко ценились хиапо, или одежда из коры растения лат. Morinda citrifolia. Основа этой одежды была белого цвета, аппликация затем делалась из корней дерева тунга.